# Don't Stop the Party (Pitbull)
Don't Stop the Party è un brano musicale del rapper statunitense Pitbull.

## Il brano
La canzone, pubblicata il 13 settembre 2012, è il secondo singolo promozionale dell'album Global Warming. È stata prodotta da Dj Buddha, TJR e Marc Kinchen. La canzone è stata campionata dalla hit "Funky Vodka" di TJR, a sua volta basata sulla canzone del 1973 "Funky Kingston" dei "Toots e the Maytals".
Il 25 settembre la canzone debutta in televisione al programma Dancing with the Stars. La canzone è stata eseguita anche agli MTV Europe Music Awards e agli American Music Award 2012.

## Video musicale
Prima dell'uscita del video ufficiale è stato pubblicato un video lyrics, cioè un video nel quale scorrono le parole della canzone mediante degli effetti grafici.
Il video ufficiale del singolo è stato pubblicato il 26 ottobre sul canale VEVO di Pitbull. Nel video si vede Pitbull cantare, attorniato da persone che ballano e bevono vodka; le scene si alternano passando da uno yacht ad una villa dove dietro al cantante si nota un letto rosso con ragazze in intimo tra cui la pornostar Kennedy Leigh.

## Formazione
- Armando C. Perez – voce, scrittore
- TJR – voce, Scrittore
- Bigram Zayas – Scrittore
- Frederick "Toots" Hibbert – Scrittore
- Marc Kinchen – Produttore Musica, Scrittore
- DJ Buddha – Produttore Musica, Scrittore